# Дърводелски пчели
Дървесните пчели (Xylocopa), още пчели дърводелци или черни пчели, са род насекоми от семейство същински пчели (Apidae). Родът включва около 500 вида пчели в 31 подрода.

## Етимология
Френският ентомолог Пиер Андре Латрей описва рода през 1802 г. Той извежда името от древногръцкото xylokopos (ξυλοκὀπος), в превод „дърворезба“.
Общото име „дървесна пчела“ произлиза от поведението им на гнездене; почти всички видове ровят и живеят в твърд растителен материал като мъртва дървесина или бамбук. Основните изключения са видове в подрода Proxylocopa – те копаят гнездови тунели в подходяща почва.
Повечето видове са изцяло черни, поради което са известни и като „черни пчели“.

## Характеристики
Много видове от този огромен род са трудни за разграничаване; повечето видове са изцяло или предимно черни с жълто или бяло опушване. Някои се различават само по фините морфологични особености, като например подробности за мъжките полови органи. Мъжките от някои видове се различават от женските с покритието си от зеленикавожълта козина. Объркването на видовете възниква особено в общите имена; например в Индия, общоприетото наименование на всеки изцяло черни видове на Xylocopa е bhanvra (или bhomora – ভোমোৰা – в асамски), а докладите и забележките на bhanvra или bhomora обикновено се разпределят неправилно на европейски вид Xylocopa violacea; този вид обаче се среща само в северните райони на Джаму и Кашмир и Пенджаб, а повечето съобщения за bhanvra, особено на други места в Индия, се отнасят до някой от приблизително 15 други често срещани черни вида Xylocopa в региона, като X. nasalis, X. tenuiscapa или X. tranquebarorum.
Обикновено непрофесионалистите бъркат пчелите дърводелци със земните пчели; най-простото правило за разграничаването им е, че повечето пчели дърводелци имат лъскав корем, докато коремчетата на земната пчела е напълно покрито с гъста коса. Мъжките от някои видове пчели дърводелци имат бяло или жълто лице, за разлика от земните пчели, докато женските нямат гола корбикула на земните пчели; задният крак е изцяло космат.
Жилките на крилото са характерни; пределната клетка в предното крило е тясна и удължена, а върхът ѝ се огъва далеч от коста. Предното крило има малка стигма. Когато са затворени, късите челюсти на пчелата прикриват лабрата. Clypeus е плосък. Мъжките от много видове имат много по-големи очи от женските, което е свързано с поведението им на чифтосване.
В Съединените щати се срещат два източни вида – най-разпространената Вирджинска пчела дърводелец (Xylocopa virginica) и Xylocopa micans. Още три вида са основно западни по разпространение, X. sonorina, X. tabaniformis orpifex и X. californica.

## Поведение
Пчелите дърводелци традиционно се смятат за самотни пчели, въпреки че някои видове имат прости социални гнезда, в които майките и дъщерите могат да живеят съвместно. Примери за този вид социално гнездене могат да се видят при видовете Xylocopa sulcatipes и Xylocopa nasalis. Когато женските съжителстват, понякога се получава разделение на труда между тях. При този тип гнездене, няколко женски или участват в набирането и полагането на гнезда, или една женска прави всички фуражи и полагане на гнезда, докато другите женски охраняват.
Самотните видове се различават от социалните видове. Самотните пчели са склонни да бъдат пестеливи и често няколко гнезда на самотни пчели са близо едно до друго. При самотното гнездене основателите на пчелните фуражи, изграждат клетки, снасят яйцата и ги пазят. Обикновено в гнездото живее само едно поколение пчели. Xylocopa pubescens е един вид пчела дърводелец, който може да има както социални, така и самотно гнездене.

## Естествени врагове
Кълвачите, както и различни видове птици, като сврачкови и пчелояди, както и някои бозайници, като меден язовец, се хранят с пчелите дърводелец. Кълвачите са привлечени от шума на пчелните ларви и пробиват дупки по тунелите, за да се хранят с тях.
Други хищници включват големите богомолки и пчелни хищни мухи, особено големи хищни мухи от семейство Asilidae.
Освен явни хищници, паразитоидните видове пчелни мухи (напр. Xenox) снасят яйца на входа на пчелното гнездо и живеят от ларвите на пчелите дърводелци.

## Видове
- Xylocopa abbotti (Cockerell, 1909)
- Xylocopa abbreviata Hurd & Moure, 1963
- Xylocopa acutipennis Smith, 1854
- Xylocopa adumbrata Lieftinck, 1957
- Xylocopa adusta Pérez, 1901
- Xylocopa aeneipennis (DeGeer, 1773)
- Xylocopa aerata (Smith, 1851)
- Xylocopa aestuans (Linnaeus, 1758)
- Xylocopa aethiopica Pérez, 1901
- Xylocopa africana (Fabricius, 1781)
- Xylocopa albiceps Fabricius, 1804
- Xylocopa albifrons Lepeletier, 1841
- Xylocopa albinotum Matsumura, 1926
- Xylocopa alternata Pérez, 1901
- Xylocopa alticola (Cockerell, 1919)
- Xylocopa amamensis Sonan, 1934
- Xylocopa amauroptera Pérez, 1901
- Xylocopa amazonica Enderlein, 1913
- Xylocopa amedaei Lepeletier, 1841
- Xylocopa amethystina (Fabricius, 1793)
- Xylocopa andarabana Hedicke, 1938
- Xylocopa andica Enderlein, 1913
- Xylocopa angulosa Maa, 1954
- Xylocopa anthophoroides Smith, 1874
- Xylocopa apicalis Smith, 1854
- Xylocopa appendiculata Smith, 1852
- Xylocopa artifex Smith, 1874
- Xylocopa aruana Ritsema, 1876
- Xylocopa assimilis Ritsema, 1880
- Xylocopa augusti Lepeletier, 1841
- Xylocopa auripennis Lepeletier, 1841
- Xylocopa aurorea Friese, 1922
- Xylocopa aurulenta (Fabricius, 1804)
- Xylocopa bakeriana (Cockerell, 1914)
- Xylocopa balteata Maa, 1943
- Xylocopa bambusae Schrottky, 1902
- Xylocopa bangkaensis Friese, 1903
- Xylocopa barbatella Cockerell, 1931
- Xylocopa bariwal Maidl, 1912
- Xylocopa basalis Smith, 1854
- Xylocopa bentoni Cockerell, 1919
- Xylocopa bequaerti (Cockerell, 1930)
- Xylocopa bhowara Maa, 1938
- Xylocopa biangulata Vachal, 1899
- Xylocopa bicarinata Alfken, 1932
- Xylocopa bicristata Maa, 1954
- Xylocopa bilineata Friese, 1914
- Xylocopa bimaculata Friese, 1903
- Xylocopa binongkona van der Vecht, 1953
- Xylocopa bluethgeni Dusmet y Alonso, 1924
- Xylocopa bombiformis Smith, 1874
- Xylocopa bomboides Smith, 1879
- Xylocopa bombylans (Fabricius, 1775)
- Xylocopa boops Maidl, 1912
- Xylocopa bouyssoui Vachal, 1898
- Xylocopa brasilianorum (Linnaeus, 1767)
- Xylocopa braunsi Dusmet y Alonso, 1924
- Xylocopa bruesi Cockerell, 1914
- Xylocopa bryorum (Fabricius, 1775)
- Xylocopa buginesica Vecht, 1953
- Xylocopa buruana Lieftinck, 1956
- Xylocopa caerulea (Fabricius, 1804)
- Xylocopa caffra (Linnaeus, 1767)
- Xylocopa calcarata (LeVeque, 1928)
- Xylocopa calens Lepeletier, 1841
- Xylocopa californica Cresson, 1864
- Xylocopa caloptera Pérez, 1901
- Xylocopa canaria (Cockerell & LeVeque, 1925)
- Xylocopa cantabrita Lepeletier, 1841
- Xylocopa capensis Spinola, 1838
- Xylocopa capitata Smith, 1854
- Xylocopa carbonaria Smith, 1854
- Xylocopa caribea Lepeletier, 1841
- Xylocopa caspari van der Vecht, 1953
- Xylocopa caviventris Maidl, 1912
- Xylocopa cearensis Ducke, 1911
- Xylocopa ceballosi Dusmet y Alonso, 1924
- Xylocopa celebensis (Gribodo, 1894)
- Xylocopa chapini (LeVeque, 1928)
- Xylocopa chinensis Friese, 1911
- Xylocopa chiyakensis (Cockerell, 1908)
- Xylocopa chlorina (Cockerell, 1915)
- Xylocopa chrysopoda Schrottky, 1902
- Xylocopa chrysoptera Latreille, 1809
- Xylocopa ciliata Burmeister, 1876
- Xylocopa citrina Friese, 1909
- Xylocopa clarionensis Hurd, 1958
- Xylocopa claripennis Friese, 1922
- Xylocopa cloti Vachal, 1898
- Xylocopa cockerelli Maa, 1943
- Xylocopa codinai Dusmet y Alonso, 1924
- Xylocopa colona Lepeletier, 1841
- Xylocopa columbiensis Pérez, 1901
- Xylocopa combinata Ritsema, 1876
- Xylocopa combusta Smith, 1854
- Xylocopa concolorata Maa, 1938
- Xylocopa conradsiana Friese, 1911
- Xylocopa coracina van der Vecht, 1953
- Xylocopa cornigera Friese, 1909
- Xylocopa coronata Smith, 1861
- Xylocopa cribrata Pérez, 1901
- Xylocopa cubaecola Lucas, 1857
- Xylocopa cuernosensis (Cockerell, 1915)
- Xylocopa cyanea Smith, 1874
- Xylocopa cyanescens Brullé, 1832
- Xylocopa dalbertisi Lieftinck, 1957
- Xylocopa dapitanensis (Cockerell, 1915)
- Xylocopa darwini Cockerell, 1926
- Xylocopa dejeanii Lepeletier, 1841
- Xylocopa dibongoana Hedicke, 1923
- Xylocopa dimidiata Latreille, 1809
- Xylocopa disconota Friese, 1914
- Xylocopa distinguenda Pérez, 1901
- Xylocopa ditypa Vachal, 1898
- Xylocopa diversipes Smith, 1861
- Xylocopa dolosa Vachal, 1899
- Xylocopa dormeyeri (Enderlein, 1909)
- Xylocopa duala Strand, 1921
- Xylocopa electa Smith, 1874
- Xylocopa elegans Hurd & Moure, 1963
- Xylocopa erlangeri Enderlein, 1903
- Xylocopa erythrina Gribodo, 1894
- Xylocopa escalerai Dusmet y Alonso, 1924
- Xylocopa esica Cameron, 1902
- Xylocopa euchlora Pérez, 1901
- Xylocopa euxantha Cockerell, 1933
- Xylocopa eximia Pérez, 1901
- Xylocopa fabriciana Moure, 1960
- Xylocopa fallax Maidl, 1912
- Xylocopa fenestrata (Fabricius, 1798)
- Xylocopa fervens Lepeletier, 1841
- Xylocopa fimbriata Fabricius, 1804
- Xylocopa flavicollis (DeGeer, 1778)
- Xylocopa flavifrons Matsumura, 1912
- Xylocopa flavonigrescens Smith, 1854
- Xylocopa flavorufa (DeGeer, 1778)
- Xylocopa forbesii W. F. Kirby, 1883
- Xylocopa forsiusi Dusmet y Alonso, 1924
- Xylocopa fortissima Cockerell, 1930
- Xylocopa fransseni van der Vecht, 1953
- Xylocopa friesiana Maa, 1939
- Xylocopa frontalis (Olivier, 1789)
- Xylocopa fuliginata Pérez, 1901
- Xylocopa fulva Friese, 1922
- Xylocopa funesta Maidl, 1912
- Xylocopa fuscata Smith, 1854
- Xylocopa gabonica (Gribodo, 1894)
- Xylocopa ganglbaueri Maidl, 1912
- Xylocopa gaullei Vachal, 1898
- Xylocopa ghilianii Gribodo, 1891
- Xylocopa gracilis Dusmet y Alonso, 1923
- Xylocopa graueri Maidl, 1912
- Xylocopa gressitti Lieftinck, 1957
- Xylocopa gribodoi Magretti, 1892
- Xylocopa grisescens Lepeletier, 1841
- Xylocopa grossa (Drury, 1770)
- Xylocopa grubaueri Friese, 1903
- Xylocopa gualanensis Cockerell, 1912
- Xylocopa guatemalensis Cockerell, 1912
- Xylocopa guigliae Lieftinck, 1957
- Xylocopa haefligeri Friese, 1909
- Xylocopa haematospila Moure, 1951
- Xylocopa hafizii Maa, 1938
- Xylocopa hellenica Spinola, 1843
- Xylocopa hirsutissima Maidl, 1912
- Xylocopa hottentotta Smith, 1854
- Xylocopa hyalinipennis Friese, 1922
- Xylocopa ignescens (LeVeque, 1928)
- Xylocopa imitator Smith, 1854
- Xylocopa incandescens (Cockerell, 1932)
- Xylocopa incerta Pérez, 1901
- Xylocopa incompleta Ritsema, 1880
- Xylocopa inconspicua Maa, 1937
- Xylocopa inconstans Smith, 1874
- Xylocopa inquirenda Vachal, 1899
- Xylocopa insola Vachal, 1910
- Xylocopa insularis Smith, 1857
- Xylocopa io Vachal, 1898
- Xylocopa iranica Maa, 1954
- Xylocopa iridipennis Lepeletier, 1841
- Xylocopa iris (Christ, 1791)
- Xylocopa isabelleae Hurd, 1959
- Xylocopa javana Friese, 1914
- Xylocopa kamerunensis Vachal, 1899
- Xylocopa karnyi Maidl, 1912
- Xylocopa kerri (Cockerell, 1929)
- Xylocopa kuehni Friese, 1903
- Xylocopa lachnea Moure, 1951
- Xylocopa lanata Smith, 1854
- Xylocopa langi (LeVeque, 1928)
- Xylocopa lateralis Say, 1837
- Xylocopa lateritia Smith, 1854
- Xylocopa laticeps
- Xylocopa latipes (Drury, 1773)
- Xylocopa lautipennis (Cockerell, 1933)
- Xylocopa lehmanni Friese, 1903
- Xylocopa lepeletieri Enderlein, 1903
- Xylocopa leucocephala Ritsema, 1876
- Xylocopa leucothoracoides Maidl, 1912
- Xylocopa levequeae Maa, 1943
- Xylocopa lieftincki Leys, 2000
- Xylocopa lombokensis Maidl, 1912
- Xylocopa longespinosa Enderlein, 1903
- Xylocopa longula Friese, 1922
- Xylocopa loripes Smith, 1874
- Xylocopa lucbanensis (Cockerell, 1927)
- Xylocopa lucida Smith, 1874
- Xylocopa lugubris Gerstäcker, 1857
- Xylocopa lundqvisti Lieftinck, 1957
- Xylocopa luteola Lepeletier, 1841
- Xylocopa macrops Lepeletier, 1841
- Xylocopa madida Friese, 1925
- Xylocopa madurensis Friese, 1913
- Xylocopa maesoi Dusmet y Alonso, 1924
- Xylocopa magnifica (Cockerell, 1929)
- Xylocopa maidli Maa, 1940
- Xylocopa maior Maidl, 1912
- Xylocopa marginella Lepeletier, 1841
- Xylocopa mastrucata Pérez, 1901
- Xylocopa mazarredoi Dusmet y Alonso, 1924
- Xylocopa mcgregori Cockerell, 1920
- Xylocopa mckeani (Cockerell, 1929)
- Xylocopa meadewaldoi Hurd, 1959
- Xylocopa mendozana Enderlein, 1913
- Xylocopa merceti Dusmet y Alonso, 1924
- Xylocopa metallica Smith, 1874
- Xylocopa mexicanorum Cockerell, 1912
- Xylocopa meyeri Dusmet y Alonso, 1924
- Xylocopa micans Lepeletier, 1841
- Xylocopa micheneri Hurd, 1978
- Xylocopa mimetica Cockerell, 1915
- Xylocopa minor Maidl, 1912
- Xylocopa mirabilis Hurd & Moure, 1963
- Xylocopa mixta Radoszkowski, 1881
- Xylocopa modesta Smith, 1854
- Xylocopa mohnikei Cockerell, 1907
- Xylocopa mongolicus (Wu, 1983)
- Xylocopa montana Enderlein, 1903
- Xylocopa mordax Smith, 1874
- Xylocopa morotaiana Lieftinck, 1956
- Xylocopa muscaria (Fabricius, 1775)
- Xylocopa myops Ritsema, 1876
- Xylocopa nasalis Westwood, 1842
- Xylocopa nasica Pérez, 1901
- Xylocopa nautlana Cockerell, 1904
- Xylocopa negligenda Maa, 1939
- Xylocopa nigrella Hurd, 1959
- Xylocopa nigrescens Friese, 1901
- Xylocopa nigricans Vachal, 1910
- Xylocopa nigricaula (LeVeque, 1928)
- Xylocopa nigripes Friese, 1915
- Xylocopa nigrita (Fabricius, 1775)
- Xylocopa nigrocaerulea Smith, 1874
- Xylocopa nigrocaudata Pérez, 1901
- Xylocopa nigrocincta Smith, 1854
- Xylocopa nigroclypeata Rayment, 1935
- Xylocopa nigroplagiata Ritsema, 1876
- Xylocopa nigrotarsata Maa, 1938
- Xylocopa nitidiventris Smith, 1878
- Xylocopa nix (Maa, 1954)
- Xylocopa nobilis Smith, 1859
- Xylocopa nogueirai Hurd & Moure, 1960
- Xylocopa nyassica Enderlein, 1903
- Xylocopa oblonga Smith, 1874
- Xylocopa obscurata Smith, 1854
- Xylocopa obscuritarsis Friese, 1922
- Xylocopa occipitalis Pérez, 1901
- Xylocopa ocellaris Pérez, 1901
- Xylocopa ocularis Pérez, 1901
- Xylocopa ogasawarensis Matsumura, 1932
- Xylocopa olivacea (Fabricius, 1778)
- Xylocopa olivieri Lepeletier, 1841
- Xylocopa ordinaria Smith, 1874
- Xylocopa ornata Smith, 1874
- Xylocopa orthogonaspis Moure, 2003
- Xylocopa orthosiphonis (Cockerell, 1908)
- Xylocopa pallidiscopa Hurd, 1961
- Xylocopa parviceps Morawitz, 1895
- Xylocopa parvula Rayment, 1935
- Xylocopa perforator Smith, 1861
- Xylocopa perkinsi Cameron, 1901
- Xylocopa perpunctata (LeVeque, 1928)
- Xylocopa peruana Pérez, 1901
- Xylocopa perversa Wiedemann, 1824
- Xylocopa pervirescens Cockerell, 1931
- Xylocopa phalothorax Lepeletier, 1841
- Xylocopa philippinensis Smith, 1854
- Xylocopa pilosa Friese, 1922
- Xylocopa plagioxantha Lieftinck, 1964
- Xylocopa praeusta Smith, 1854
- Xylocopa prashadi Maa, 1938
- Xylocopa preussi Enderlein, 1903
- Xylocopa provida Smith, 1863
- Xylocopa proximata Maa, 1938
- Xylocopa przewalskyi Morawitz, 1886
- Xylocopa pseudoleucothorax Maidl, 1912
- Xylocopa pseudoviolacea Popov, 1947
- Xylocopa pubescens Spinola, 1838
- Xylocopa pulchra Smith, 1874
- Xylocopa punctifrons Cockerell, 1917
- Xylocopa punctigena Maa, 1938
- Xylocopa punctilabris Morawitz, 1894
- Xylocopa pusulata Vachal, 1910
- Xylocopa ramakrishnai Maa, 1938
- Xylocopa rejecta Vachal, 1910
- Xylocopa remota Maa, 1938
- Xylocopa rogenhoferi Friese, 1900
- Xylocopa rotundiceps Smith, 1874
- Xylocopa rufa Friese, 1901
- Xylocopa ruficeps Friese, 1910
- Xylocopa ruficollis Hurd & Moure, 1963
- Xylocopa ruficornis Fabricius, 1804
- Xylocopa rufidorsum Enderlein, 1913
- Xylocopa rufipes Smith, 1852
- Xylocopa rufitarsis Lepeletier, 1841
- Xylocopa rutilans Lieftinck, 1957
- Xylocopa samarensis (Cockerell & LeVeque, 1925)
- Xylocopa sarawatica Engel, 2017[12]
- Xylocopa schoana Enderlein, 1903
- Xylocopa scioensis Gribodo, 1884
- Xylocopa senex Friese, 1909
- Xylocopa senior Vachal, 1899
- Xylocopa shelfordi Cameron, 1902
- Xylocopa sicheli Vachal, 1898
- Xylocopa signata Morawitz, 1875
- Xylocopa similis Smith, 1874
- Xylocopa simillima Smith, 1854
- Xylocopa sinensis (Wu, 1983)
- Xylocopa sinensis Smith, 1854
- Xylocopa smithii Ritsema, 1876
- Xylocopa sogdiana Popov & Ponomareva, 1961
- Xylocopa somalica Magretti, 1895
- Xylocopa sonorina Smith, 1874
- Xylocopa sphinx Vachal, 1899
- Xylocopa splendidula Lepeletier, 1841
- Xylocopa stadelmanni Vachal, 1899
- Xylocopa stanleyi (LeVeque, 1928)
- Xylocopa steindachneri Maidl, 1912
- Xylocopa strandi Dusmet y Alonso, 1924
- Xylocopa subcombusta (LeVeque, 1928)
- Xylocopa subcyanea Pérez, 1901
- Xylocopa subjuncta Vachal, 1898
- Xylocopa subvirescens Cresson, 1879
- Xylocopa subvolatilis (Cockerell, 1918)
- Xylocopa subzonata Moure, 1949
- Xylocopa sulcatipes Maa, 1970
- Xylocopa sulcifrons Pérez, 1901
- Xylocopa suspecta Moure & Camargo, 1988
- Xylocopa suspiciosa Vachal, 1899
- Xylocopa sycophanta Pérez, 1901
- Xylocopa tabaniformis Smith, 1854
- Xylocopa tacanensis Moure, 1949
- Xylocopa tambelanensis (Cockerell, 1926)
- Xylocopa tanganyikae Strand, 1911
- Xylocopa tayabanica Cockerell, 1930
- Xylocopa tegulata Friese, 1911
- Xylocopa tenkeana Cockerell, 1933
- Xylocopa tenuata Smith, 1874
- Xylocopa tenuiscapa Westwood, 1840
- Xylocopa teredo Guilding, 1825
- Xylocopa tesselata Maa, 1970
- Xylocopa thoracica Friese, 1903
- Xylocopa togoensis Enderlein, 1903
- Xylocopa torrida (Westwood, 1838)
- Xylocopa tranquebarica (Fabricius, 1804)
- Xylocopa tranquebarorum (Swederus, 1787)
- Xylocopa transitoria Pérez, 1901
- Xylocopa tricolor Ritsema, 1876
- Xylocopa trifasciata Gribodo, 1891
- Xylocopa trochanterica Vachal, 1910
- Xylocopa truxali Hurd & Moure, 1963
- Xylocopa tumida Friese, 1903
- Xylocopa tumorifera Lieftinck, 1957
- Xylocopa turanica Morawitz, 1875
- Xylocopa uclesiensis Pérez, 1901
- Xylocopa unicolor Smith, 1861
- Xylocopa ustulata Smith, 1854
- Xylocopa vachali Pérez, 1901
- Xylocopa valga Gerstäcker, 1872
- Xylocopa varentzowi Morawitz, 1895
- Xylocopa varians Smith, 1874
- Xylocopa varipes Smith, 1854
- Xylocopa velutina Lieftinck, 1957
- Xylocopa versicolor Alfken, 1930
- Xylocopa vestita Hurd & Moure, 1963
- Xylocopa villosa Friese, 1909
- Xylocopa violacea (Linnaeus, 1758)
- Xylocopa virginica (Linnaeus, 1771)
- Xylocopa viridigastra Lepeletier, 1841
- Xylocopa viridis Smith, 1854
- Xylocopa vittata Enderlein, 1903
- Xylocopa vogtiana Enderlein, 1913
- Xylocopa volatilis Smith, 1861
- Xylocopa vulpina Alfken, 1930
- Xylocopa waterhousei Leys, 2000
- Xylocopa watmoughi Eardley, 1983
- Xylocopa wellmani Cockerell, 1906
- Xylocopa wilmattae Cockerell, 1912
- Xylocopa xanti Mocsáry, 1883
- Xylocopa yunnanensis Wu, 1982
- Xylocopa zonata Alfken, 1930

## Галерия
- Пчела дърводелец върху едноцветна абелия
- Синята пчела дърводелец 
(Xylocopa caerulea)
- Xylocopa virginica в САЩ
- Златно зелена пчела дърводелец (Xylocopa aerata)
- Xylocopacaffra
- Тропическа пчела дърводелец 
(Xylocopa latipes)
- Xylocopa inconstans
- Xylocopa aestuans
- Xylocopa augusti